# Opernhaus am Hagenmarkt

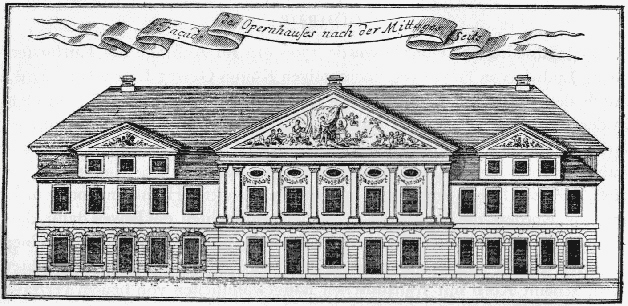
Opernhaus am Hagenmarkt von Süden gesehen, Kupferstich von A. A. Beck, 1747

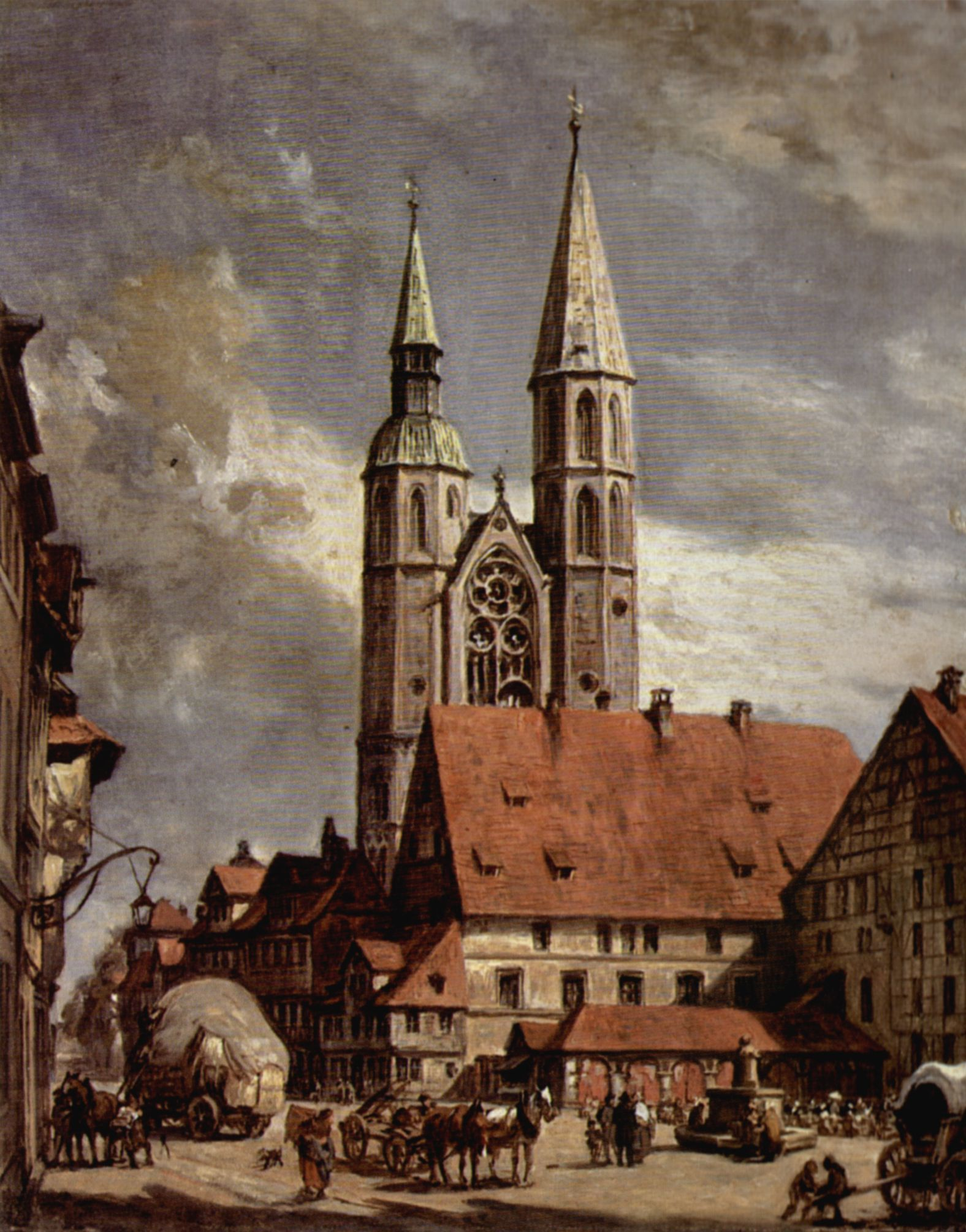
Hagenmarkt mit Opernhaus von Westen,
Gemälde von Ludwig Tacke, vor 1864

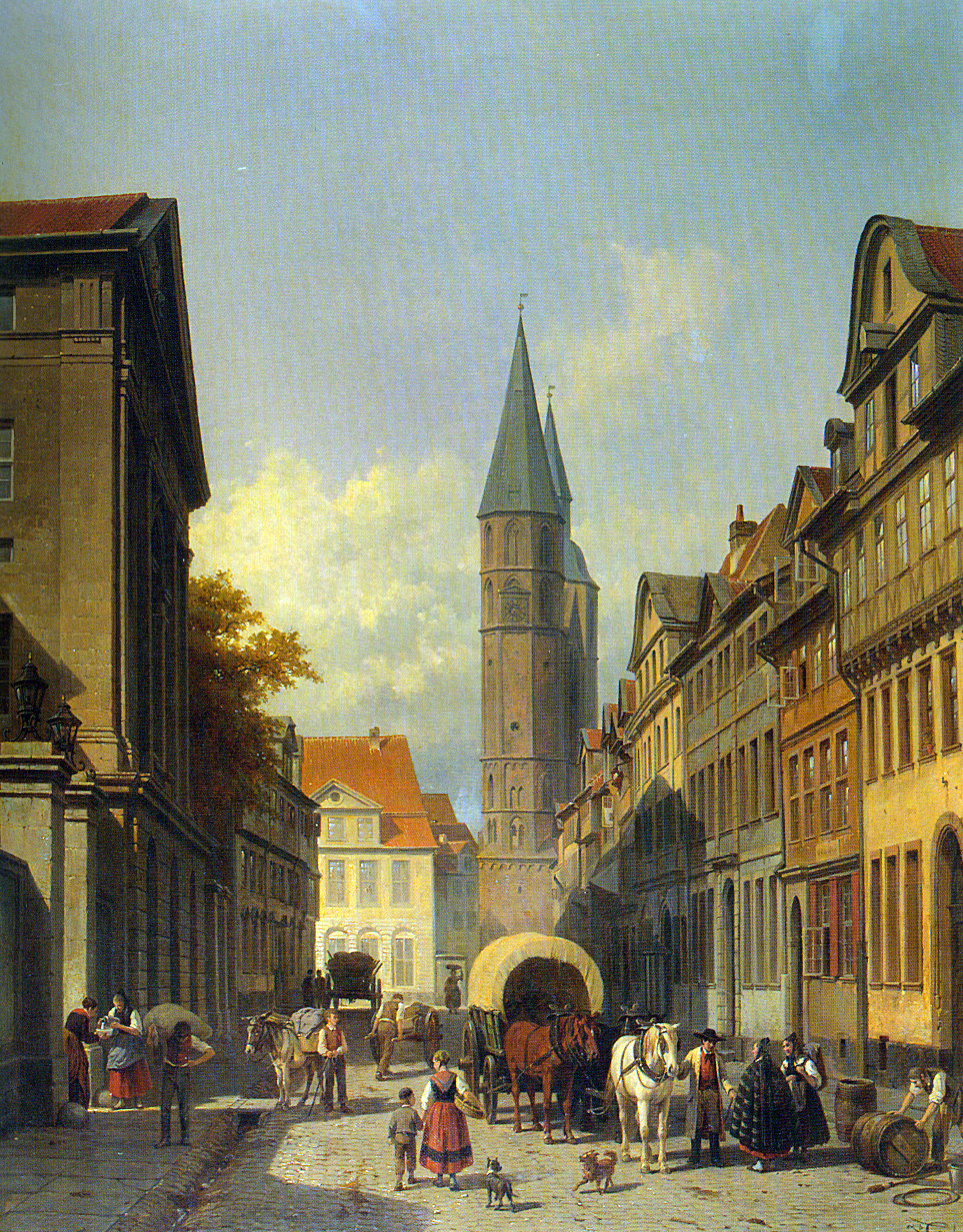
Der Ostflügel des Opernhauses, helles Gebäude Bildmitte, auf einem Gemälde von Jacques Carabain

Das Opernhaus am Hagenmarkt in Braunschweig existierte von 1690 bis zu seiner Schließung 1861. Es war nach dem Opernhaus am Salvatorplatz in München und der Hamburger Oper am Gänsemarkt das dritte für die Allgemeinheit zugängliche Opernhaus in Deutschland und war in seiner Blütezeit während des 18. Jahrhunderts von überregionaler Bedeutung. 1772 wurde dort Lessings Emilia Galotti und 1829 Goethes Faust I uraufgeführt.

## Geschichte

### Vom Rathaus zum herzoglichen Opernhaus
Der Bau des Opernhauses am Braunschweiger Hagenmarkt geht auf Initiative des kunstsinnigen Herzogs Anton Ulrich zurück, der selbst dichtete und komponierte. Für die Besucher der seit 1681 zweimal jährlich in Braunschweig stattfindenden Messen wurden seit 1687 im räumlich begrenzten Festsaal des Altstadtrathauses Opern aufgeführt. Aufgrund des großen Publikumsinteresses sah der in seinen finanziellen Mitteln begrenzte Herzog im Bau eines großen Opernhauses eine potenzielle Einnahmequelle. Weitere Beweggründe mögen das Repräsentationsbedürfnis eines absolutistischen Herrschers und der innerwelfische Wettstreit mit dem hannoverschen Vetter Ernst August gewesen sein, der 1689 das neue Opernhaus im Leineschloss hatte bauen lassen.
Als neue Spielstätte wurde das mittelalterliche Rathaus des Weichbildes Hagen gewählt, das nach der Eroberung der Stadt im Jahre 1671 durch Welfen-Herzog Rudolf August funktionslos geworden und zuletzt zur Tabakherstellung zweckentfremdet worden war. Anton Ulrich ließ einen Teil des Rathauses für 27.000 Taler abreißen und zusammen mit dem benachbarten Gewandhaus zwischen Juni 1689 und Februar 1690 zu einem repräsentativen und technisch modernen Theater mit rund 1000 Plätzen umbauen. Den Entwurf des Landbaumeisters Johann Balthasar Lauterbach führte Bauvogt Hermann Korb aus.

### Erste Blütezeit bis 1735
Das neue Opernhaus wurde am 4. Februar 1690 mit Johann Sigismund Kussers  Oper Cleopatra eröffnet, deren Text von Hofdichter Friedrich Christian Bressand stammte. Das Bühnenbild schuf Johann Oswald Harms, der durch seine bis 1698 gefertigten Bühnendekorationen mit zum überregionalen Ruf der Braunschweiger Oper beitrug. Auf den ersten Hofkapellmeister J. S. Kusser folgte 1694 Reinhard Keiser, der 1697 wie zuvor Kusser ebenfalls an die Hamburger Oper am Gänsemarkt wechselte. Nachfolger wurde der Sänger und Komponist Georg Caspar Schürmann, der sich mit einem herzoglichen Stipendium von 1701 bis 1702 in Venedig weiterbildete und nach einem Aufenthalt an der Meininger Hofkapelle im Jahre 1707 zum Hofkapellmeister ernannt wurde. Er führte neben bekannten italienischen Opern zunehmend deutsche Opern auf, von denen er selbst rund 30 Werke beisteuerte, jedoch nur noch drei vollständig überliefert sind. Sein bekanntestes Werk ist heute noch das Mummelied „Brunsewyk, du leiwe Stadt“ aus der 1718 uraufgeführten Oper „Heinrich der Vogler“ mit dem Text von Johann Ulrich von König. Schürmann besaß großes Geschick im Engagement herausragender Musiker, wie beispielsweise Johann Adolph Hasse und Carl Heinrich Graun. Zu Schürmanns Zeit zählte die Hofkapelle 51 Mitglieder, was für damalige Verhältnisse viel war.

### Der Zeitraum von 1735 bis 1818
Während der ersten Jahrzehnte wurden am Hagenmarkt ausschließlich Opern aufgeführt. Die durch den regierenden Herzog Ludwig Rudolf geförderte Schauspielerin Friederike Caroline Neuber führte 1735 mit ihrer Schauspielgruppe Gottscheds Tragödie Sterbender Cato auf. Weitere Schauspiele wurden erst wieder 1740 durch die „Schoenemannsche Gesellschaft“ gezeigt.
Der aus Italien stammende Theaterunternehmer Filippo Nicolini kam 1749 mit seiner aus Kindern bestehenden Ballett- und Pantomimengruppe nach Braunschweig. Im Gegensatz zu Lessing, der den Eindruck „abgerichteter kleiner Affen“ notierte, fanden die Darbietungen die Gunst des Publikums und Herzog Karls I. Dieser ernannte Nicolini zum „Directeur des spectacles“, womit dieser die Generalintendanz für das herzogliche Theaterwesen erhielt. Für seine Aufführungen wurde am Burgplatz, an der Stelle des heutigen Vieweg-Hauses, ein kleines Komödienhaus errichtet. Der zu Nicolinis Theatertruppe gehörende Ignazio Fiorillo wurde 1751 Hofkapellmeister. Er ging 1762 als Kapellmeister nach Kassel.
Mit der Verlegung der herzoglichen Residenz von Wolfenbüttel nach Braunschweig im Jahre 1753 gewann das Opernhaus an Bedeutung. Nicolini ließ es kostspielig restaurieren und die veraltete Theatermaschinerie erneuern. Den hohen qualitativen Stand der Spielstätte lässt eine Reisenotiz des schottischen Schriftstellers James Boswell aus dem Jahre 1764 erkennen: Dann begab ich mich in die Oper, die sich sehen lassen kann. Das Braunschweiger Opernhaus ist viel prunkvoller als das in London. Ausgezeichnete Künstler treten auf… Der seit 1770 mitregierende Erbprinz Karl Wilhelm Ferdinand verfügte jedoch zur Reduzierung der Staatsschulden massive Sparmaßnahmen, denen auch die Position des in Ungnade gefallenen Nicolini zum Opfer fiel. Daraufhin verließ dieser Braunschweig 1771. Auch die Hofkapelle wurde entlassen. In den Jahren von 1762 bis 1802 wirkte der in Wolfenbüttel geborene Johann Gottfried Schwanberger als Hofkapellmeister. Der Schüler Ignazio Fiorillos komponierte 12 italienische Opern für das Hoftheater.

#### Uraufführung von „Emilia Galotti“
Am 13. März 1772 wurde Lessings Emilia Galotti unter Theaterleiter Carl Theophil Doebbelin uraufgeführt. Lessing konnte an dieser Vorstellung nicht teilnehmen, wie er seiner Verlobten Eva König am 15. März 1772 schreibt: Es ist am 13ten dieses (Emilia Galotti), vorgestern, als an dem Geburtstage der regierenden Herzogin (Philippine Charlotte), in Braunschweig aufgeführt worden. Ich bin aber nicht bei der Aufführung gewesen; denn ich habe seit acht Tagen so rasende Zahnschmerzen, daß ich mich bei der eingefallenen Kälte nicht herüber getraut habe. Das Gerücht, Lessing habe in seinem Stück das Verhältnis des Erbprinzen Karl Wilhelm Ferdinand zu dessen Mätresse Maria Antonia von Branconi verarbeitet, bestätigte sich nicht. Der vermutete Skandal der ausverkauften Uraufführung blieb aus und es folgten neun Wiederholungen.

### Klingemanns Nationaltheater 1818 bis 1826

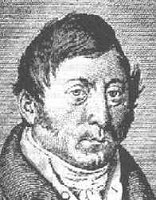
August Klingemann

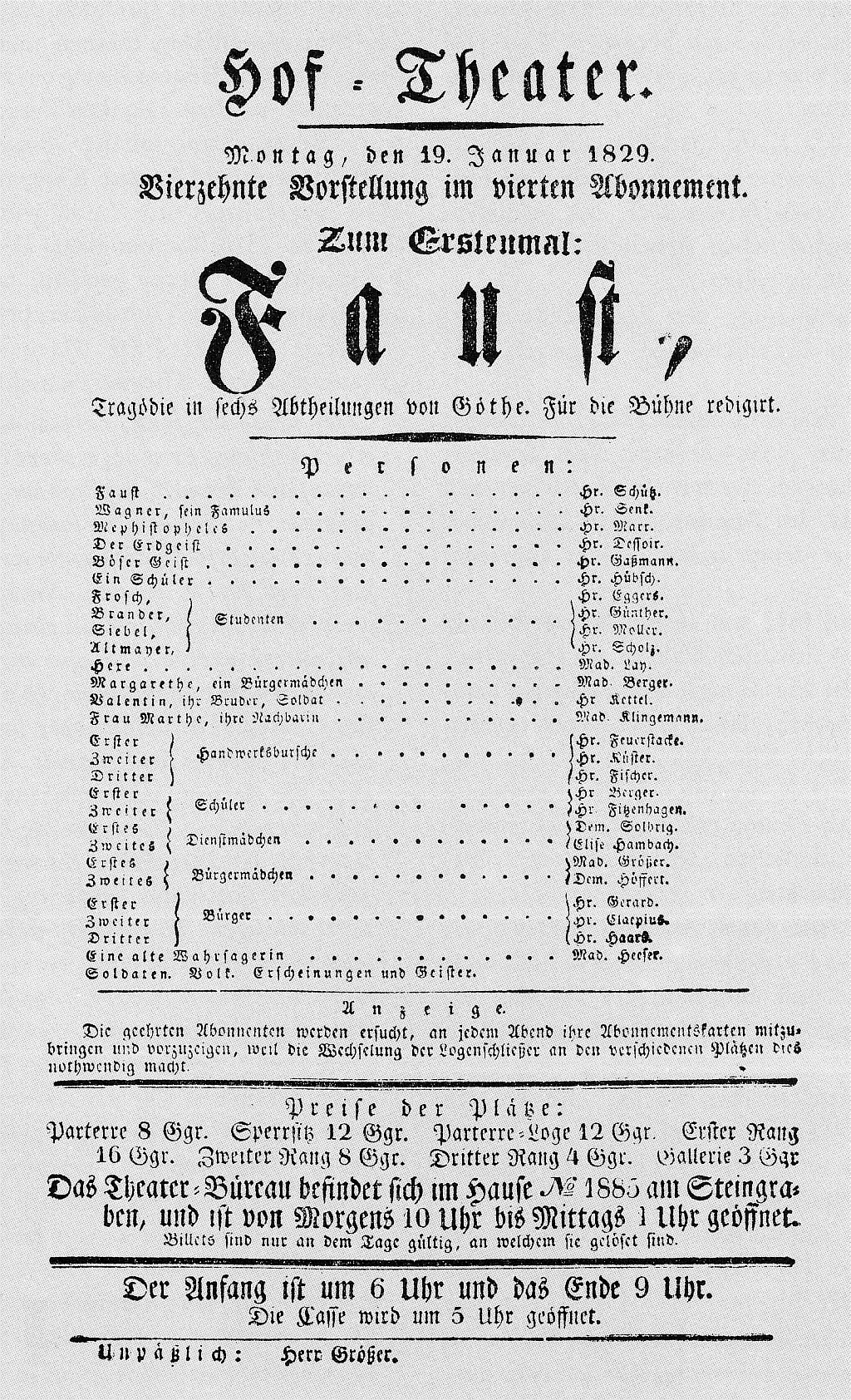
Theaterzettel der Uraufführung von Goethes „Faust I“ am 19. Januar 1829.

Nach dem Abriss des Komödienhauses am Burgplatz im Jahre 1799 traten in Braunschweig gastierende Wanderbühnen fortan im Opernhaus am Hagenmarkt auf. Die Schauspieltruppe von Friedrich Walther zeigte dort ab 1810 auch Stücke des Braunschweiger Schriftstellers August Klingemann. Unter ihm wurde am 29. Mai 1818 mit Schillers Braut von Messina  das neue „Nationaltheater auf Aktien“ eröffnet, das unter diesem Namen bis zum 19. März 1826 bestand.
Der seit 1816 als Leiter der Herzoglichen Hofkapelle wirkende Komponist Gottlob Wiedebein führte 1820 Rossinis Barbier von Sevilla, 1822 Webers Freischütz und 1826 Beethovens Fidelio erstmals in Braunschweig auf. Wiedebein wurde 1824 zum Hofkapellmeister ernannt und ging 1832 aus gesundheitlichen Gründen in den Ruhestand.

### Herzogliches Hoftheater bis 1861
Bereits 1827 wurde das 1826 geschlossene Nationaltheater als „Herzogliches Hoftheater“ mit Klingemann als Generaldirektor (1827–1831) wiedereröffnet. Er schuf für Goethes Faust I eine Theaterfassung, die am 19. Januar 1829 uraufgeführt wurde. Der theaterbegeisterte junge Herzog Karl II. mischte sich jedoch zunehmend in den Spielplan und sogar in die Besetzung der Rollen ein, so dass Klingemann nur ein Vorschlagsrecht verblieb. Nachdem Karl II. im September 1830 nach einem Aufstand der Bürger aus Braunschweig geflohen war, war Klingemann unter dem neuen Herzog Wilhelm faktisch wieder Theaterleiter, starb aber bereits 1831.
Im Jahre 1832 wurde der Komponist Albert Methfessel Hofkapellmeister. Er förderte vor allem neue Opernaufführungen, musste seine Stellung aufgrund eines Gehörleidens aber 1842 aufgeben. Sein Nachfolger wurde der bis 1852 amtierende Geiger und Komponist Georg Müller. Über die Gebrüder Müller und die Braunschweiger Orchestermusiker äußerte sich der französische Komponist Hector Berlioz nach einem Besuch Braunschweigs im Jahre 1843: Ich muß an dieser Stelle sagen, daß ich, bis an diesen Tag, noch nie, weder in Frankreich, noch in Belgien, noch sonst in Deutschland hervorragende Künstler versammelt gesehen habe, die so ergeben, aufmerksam und begeistert von ihrer Aufgabe gewesen wären …. Der letzte Hofkapellmeister im alten, inzwischen von starken Bauschäden gezeichneten Opernhaus war Franz Abt.
Die letzte Vorstellung fand mit Mozarts Zauberflöte am 1. September 1861 statt. Am 1. Oktober des Jahres wurde die neue Spielstätte am Steinweg eingeweiht, wo das Große Haus des Staatstheaters Braunschweig bis heute besteht. Das Opernhaus am Hagenmarkt wurde 1864 abgerissen und der ehemalige Standort nicht wieder bebaut.

## Baubeschreibung

### Außenbau
Nach dem Abriss der mittelalterlichen gotischen Laubengänge des Hägener Rathauses wurde der Südflügel in westlicher Richtung mit einem Anbau versehen, der in kostensparender Fachwerkbauweise ausgeführt wurde, wie sie auch für das zeitgleich entstandene fürstliche Schloss Salzdahlum typisch war. Die Hauptfront des zweieinhalbgeschossigen Gebäudes bildete die Südseite, welche durch einen Mittelrisalit mit einem darüber befindlichen Giebel gegliedert wurde. Die zu beiden Seiten des Mittelrisalits liegenden Baukörper wiesen dieselbe Fensterzahl auf, waren aufgrund der mittelalterlichen Bausubstanz jedoch unterschiedlich breit, wodurch die Gesamtansicht asymmetrisch war. Unter Herzog August Wilhelm erfolgte 1723 ein von Hermann Korb ausgeführter Umbau. Weitere Umbauten erfolgten zwischen 1743 und 1745. Der Dreiecksgiebel des Mittelbaus wurde 1747/48 durch den Maler Joseph Gregor Winck mit einem Stuckrelief versehen. Unter dem Hofbaumeister Peter Joseph Krahe wurden erneut Umbauten durchgeführt. Die ehemals barocke Südfront wurde klassizistisch umgestaltet.

### Innenräume
Der auf der Westseite liegende Haupteingang führte in ein rechteckiges Vestibül, von wo aus man in den Zuschauerraum von glockenförmigem Grundriss gelangte. Im Parterre lagen 20 Logen. Die Logen im ersten Rang waren über zwei Treppen vom Vestibül sowie durch separate Eingänge auf der Nord- und Südseite aus erreichbar. Damit war dem Regenten der ungesehene Zugang zu seiner im ersten Rang befindlichen Herzogsloge möglich, welche die doppelte Höhe der übrigen, relativ niedrigen aufwies. Im nördlichen Risalit befand sich ein Treppenaufgang zum zweiten bis fünften Rang. Im Jahre 1826 wurde der Zuschauerraum umgebaut, wobei u. a. die herzogliche Loge umgestaltet wurde.

#### Bühnenraum
Die Bühne besaß eine größere Tiefe als der Zuschauerraum und unterteilte sich in das von einem Portal umgebene Proszenium, die Vorderbühne, die Mittel- und Hinterbühne. Der nach hinten ansteigende Boden bewirkte eine perspektivische Wirkung, wie sie in der Neuzeit erstmals Palladio im Teatro Olimpico nutzte. Eine umfangreiche Theatermaschinerie, die sich auf dem Schnürboden und in den Kellergewölben befand, ermöglichte eine Vielzahl von Effekten.

#### Redoutensaal

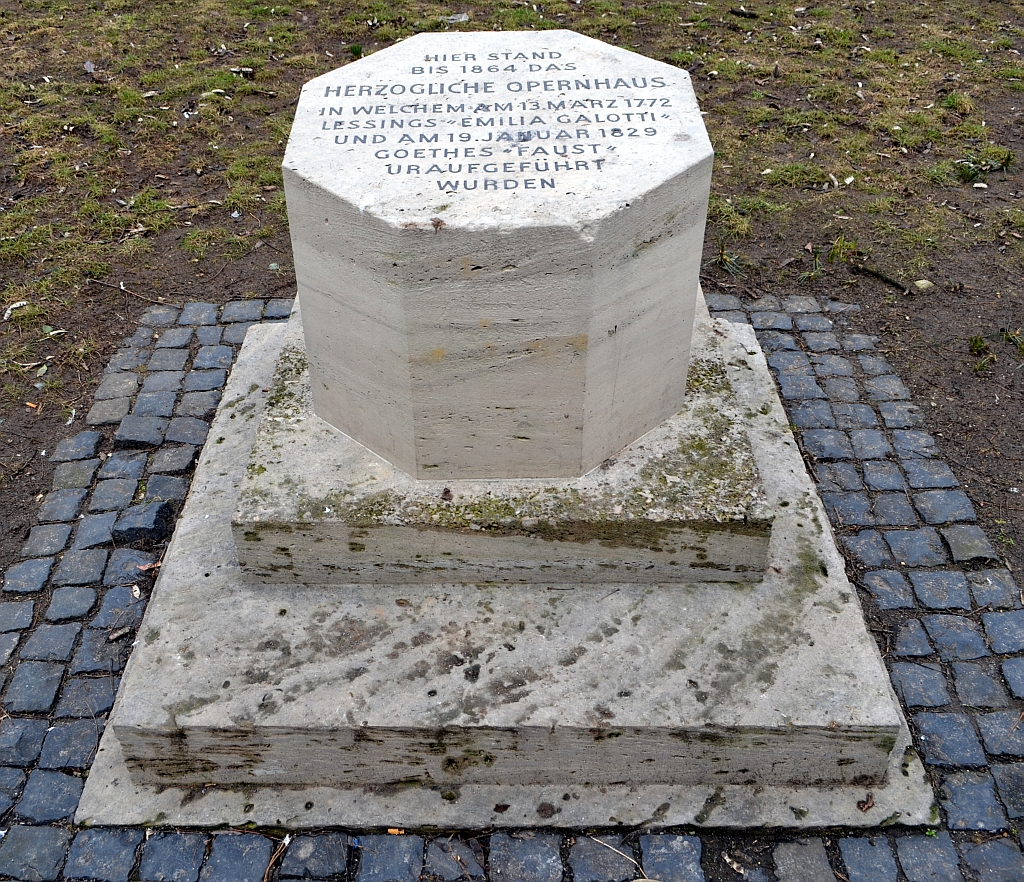
Gedenkstein für das Opernhaus auf dem Hagenmarkt

Über dem Vestibül lag der Redoutensaal, der von dem Frankfurter Ratsherrn Zacharias Konrad von Uffenbach im Jahre 1709 in seinem Reisebericht wie folgt beschrieben wird: Hinten an das Opern-Haus ist vor einiger Zeit noch ein Bau gesetzet worden, welcher oben nichts als einen grossen Redouten-Saal hat, in welchem sich die Herrschaften, ehe die Oper angehet, versammlen und nach dem Speisen auch, wo nicht unten in dem Parterre, allhier Ballette und andere Lustbarkeiten halten. Es ist dieser Saal von einer zimlichen Grösse, hat einen Ofen und Camin, und in der Mitte hänget ein sehr grosser Leuchter mit vielen Aermen: In der Mitte aber ist (nach Braunschweig-Lüneburgischem Wappen) ein grosser Pferde-Kopf von Holz, in welchem ein Uhrwerk geht, davon das Zifferblatt vornen auf der Stirn ist, und die Augen sich beständig wie die Unruhe in der Uhr bewegen. Der Redoutensaal wurde im Rahmen der Umbaumaßnahmen von 1723 durch einen Spiel- und Speisesaal und 1737 durch eine Stuckdecke ergänzt.

## Ausgrabung
Vor einer Platzneugestaltung des Hagenmarktes erfolgte in den Jahren 2024 und 2025 eine Ausgrabung der Fläche um den Heinrichsbrunnen, die bis in eine Tiefe von 2,5 Meter reichte. Bei den von einer Grabungsfirma vorgenommenen Untersuchungen wurden Mauer- und Fundamentreste freigelegt, die Archäologen dem herzoglichen Opernhaus zuordneten.